# Vuelta al País Vasco 2010
La 50.ª edición de la Vuelta al País Vasco, disputada entre el 5 y el 10 de abril de 2010, estuvo dividida en seis etapas: cinco en ruta y la última en contrarreloj, por un total de 906 km. 
La prueba se integró en el UCI ProTour 2010.
El ganador final fue Chris Horner tras imponerse en la contrarreloj final a Alejandro Valverde que en principio obtuvo el segundo puesto pero fue desclasificado como consecuencia del Caso Valverde (ver sección Alejandro Valverde y la Operación Puerto) por lo que su puesto pasó al en principio tercer clasificado, Beñat Intxausti seguido de Joaquim Rodríguez (finalmente tercero).
En las clasificaciones secundarias se impusieron Gonzalo Rabuñal (montaña), Samuel Sánchez (regularidad, ver sección Alejandro Valverde y la Operación Puerto), Christian Meier (metas volantes) y HTC-Columbia (equipos).

## Equipos participantes
Tomaron parte en la carrera 20 equipos: los 18 de categoría UCI ProTour (al ser obligada su participación); más los 2 equipos españoles de categoría Profesional Continental mediante invitación de la organización (Xacobeo Galicia y Andalucía-CajaSur). Formando así un pelotón de 159 ciclistas, con 8 corredores cada equipo (excepto el HTC-Columbia que salió con 7), de los que acabaron 119; con 117 clasificados tras las desclasificaciones de Alejandro Valverde y Manuel Vázquez por dopaje (ver sección Dopaje). Los equipos participantes fueron:
| Equipo                        | Cód. UCI | Categoría               | Jefe de filas                     |
| ----------------------------- | -------- | ----------------------- | --------------------------------- |
| Euskaltel-Euskadi             | EUS      | UCI ProTour             | Samuel Sánchez                    |
| Caisse d'Epargne              | GCE      | UCI ProTour             | Alejandro Valverde                |
| Astana                        | AST      | UCI ProTour             | David de la Fuente Daniel Navarro |
| Rabobank                      | RAB      | UCI ProTour             | Óscar Freire Robert Gesink        |
| Team HTC-Columbia             | THR      | UCI ProTour             | Michael Rogers                    |
| Liquigas-Doimo                | LIQ      | UCI ProTour             | Oliver Zaugg                      |
| Team Katusha                  | KAT      | UCI ProTour             | Joaquim Rodríguez                 |
| Lampre-Farnese Vini           | LAM      | UCI ProTour             | Damiano Cunego                    |
| Sky Professional Cycling Team | SKY      | UCI ProTour             | Bradley Wiggins                   |
| Quick Step                    | QST      | UCI ProTour             | Jérôme Pineau                     |
| Team Milram                   | MRM      | UCI ProTour             | Linus Gerdemann                   |
| Team Saxo Bank                | SAX      | UCI ProTour             | Andy Schleck Fränk Schleck        |
| Omega Pharma-Lotto            | OLO      | UCI ProTour             | Jurgen Van Den Broeck             |
| Garmin-Transitions            | GRM      | UCI ProTour             | Ryder Hesjedal David Zabriskie    |
| Footon-Servetto               | FOT      | UCI ProTour             | Eros Capecchi                     |
| FDJ                           | FDJ      | UCI ProTour             | Sandy Casar                       |
| Team RadioShack               | RSH      | UCI ProTour             | Andreas Klöden                    |
| Ag2r-La Mondiale              | ALM      | UCI ProTour             | Aleksandr Yefimkin                |
| Xacobeo Galicia               | XAC      | Profesional Continental | Ezequiel Mosquera                 |
| Andalucía-CajaSur             | ACA      | Profesional Continental | José Ángel Gómez Marchante        |

## Etapas

### Etapa 1 - 5 de abril de 2010:Ciérvana-Ciérvana, 152 km
|   | Ciclista              | Equipo             | Tiempo     |
| - | --------------------- | ------------------ | ---------- |
| 1 | Óscar Freire          | Rabobank           | 3h 57' 57" |
| 3 | Christophe Le Mével   | Française des Jeux | m.t.       |
| 4 | Ryder Hesjedal        | Garmin-Transitions | m.t.       |
| 5 | Alexandr Kolobnev     | Katusha            | m.t.       |
| 6 | Jurgen Van Den Broeck | Omega Pharma-Lotto | m.t.       |

|   | Ciclista              | Equipo             | Tiempo     |
| - | --------------------- | ------------------ | ---------- |
| 1 | Óscar Freire          | Rabobank           | 3h 57' 57" |
| 2 | Christophe Le Mével   | Française des Jeux | m.t.       |
| 3 | Ryder Hesjedal        | Garmin-Transitions | m.t.       |
| 4 | Alexandr Kolobnev     | Katusha            | m.t.       |
| 5 | Jurgen Van Den Broeck | Omega Pharma-Lotto | m.t.       |

### Etapa 2 - 6 de abril de 2010:Ciérvana-Viana, 217 km
|   | Ciclista          | Equipo              | Tiempo     |
| - | ----------------- | ------------------- | ---------- |
| 1 | Óscar Freire      | Rabobank            | 9h 51' 38" |
| 3 | Francesco Gavazzi | Lampre-Farnese Vini | + 1"       |
| 4 | Michael Albasini  | HTC-Columbia        | m.t.       |
| 5 | Samuel Sánchez    | Euskaltel-Euskadi   | m.t.       |
| 6 | Ryder Hesjedal    | Garmin Transitions  | m.t.       |

|   | Ciclista           | Equipo             | Tiempo     |
| - | ------------------ | ------------------ | ---------- |
| 1 | Óscar Freire       | Rabobank           | 9h 51' 38" |
| 2 | Ryder Hesjedal     | Garmin-Transitions | + 1"       |
| 3 | Aleksandr Kolobnev | Katusha            | m.t.       |
| 4 | Rigoberto Urán     | Caisse d'Epargne   | m.t.       |
| 5 | Daniel Martin      | Garmin-Transitions | m.t.       |

### Etapa 3 - 7 de abril de 2010:Viana-Amurrio, 187 km
|   | Ciclista           | Equipo              | Tiempo     |
| - | ------------------ | ------------------- | ---------- |
| 1 | Francesco Gavazzi  | Lampre-Farnese Vini | 4h 49' 52" |
| 2 | Óscar Freire       | Rabobank            | m.t.       |
| 3 | Peter Velits       | HTC-Columbia        | m.t.       |
| 4 | Aleksandr Bocharov | Katusha             | m.t.       |
| 5 | Samuel Sánchez     | Euskaltel-Euskadi   | m.t.       |

|   | Ciclista              | Equipo             | Tiempo      |
| - | --------------------- | ------------------ | ----------- |
| 1 | Óscar Freire          | Rabobank           | 14h 31' 30" |
| 2 | Ryder Hesjedal        | Garmin-Transitions | + 3"        |
| 3 | Aleksandr Kolobnev    | Katusha            | m.t.        |
| 4 | Haimar Zubeldia       | RadioShack         | m.t.        |
| 5 | Jurgen Van Den Broeck | Omega Pharma-Lotto | m.t.        |

### Etapa 4 - 8 de abril de 2010:Murguía Zuya-Éibar(Arrate), 160 km
|   | Ciclista               | Equipo             | Tiempo     |
| - | ---------------------- | ------------------ | ---------- |
| 1 | Samuel Sánchez         | Euskaltel-Euskadi  | 4h 05' 16" |
| 3 | Robert Gesink          | Rabobank           | +2"        |
| 4 | Chris Horner           | RadioShack         | m.t.       |
| 5 | Beñat Intxausti        | Euskaltel-Euskadi  | + 33"      |
| 6 | Jean-Christophe Péraud | Omega Pharma-Lotto | m.t.       |

|   | Ciclista               | Equipo              | Tiempo      |
| - | ---------------------- | ------------------- | ----------- |
| 1 | Chris Horner           | RadioShack          | 18h 46' 51" |
| 2 | Robert Gesink          | Rabobank            | m.t.        |
| 3 | Jean-Christophe Péraud | Omega Pharma-Lotto  | + 31"       |
| 4 | Beñat Intxausti        | Euskaltel-Euskadi   | m.t.        |
| 5 | Damiano Cunego         | Lampre-Farnese Vini | + 38"       |

### Etapa 5 - 9 de abril de 2010:Éibar-Orio, 170 km
|   | Ciclista          | Equipo              | Tiempo     |
| - | ----------------- | ------------------- | ---------- |
| 1 | Joaquim Rodríguez | Katusha             | 4h 07' 52" |
| 2 | Samuel Sánchez    | Euskaltel-Euskadi   | + 14"      |
| 4 | Chris Horner      | RadioShack          | m.t.       |
| 5 | Sandy Casar       | Française des Jeux  | + 20"      |
| 5 | Francesco Gavazzi | Lampre-Farnese Vini | m.t.       |

|   | Ciclista               | Equipo             | Tiempo      |
| - | ---------------------- | ------------------ | ----------- |
| 1 | Chris Horner           | RadioShack         | 22h 54' 57" |
| 2 | Joaquim Rodríguez      | Katusha            | + 33"       |
| 3 | Jean-Christophe Péraud | Omega Pharma-Lotto | + 37"       |
| 4 | Beñat Intxausti        | Euskaltel-Euskadi  | m.t.        |
| 5 | Andy Schleck           | Saxo Bank          | + 44"       |

### Etapa 6 - 10 de abril de 2010:Orio-Aya-Orio(CRI), 22 km
|   | Ciclista        | Equipo            | Tiempo  |
| - | --------------- | ----------------- | ------- |
| 1 | Chris Horner    | RadioShack        | 32' 33" |
| 3 | Maxime Monfort  | HTC-Columbia      | + 13"   |
| 4 | Michael Rogers  | HTC-Columbia      | + 18"   |
| 5 | Beñat Intxausti | Euskaltel-Euskadi | + 21"   |
| 6 | Samuel Sánchez  | Euskaltel-Euskadi | + 23"   |

|   | Ciclista               | Equipo             | Tiempo      |
| - | ---------------------- | ------------------ | ----------- |
| 1 | Chris Horner           | RadioShack         | 23h 27' 30" |
| 2 | Beñat Intxausti        | Euskaltel-Euskadi  | + 58"       |
| 3 | Joaquim Rodríguez      | Katusha            | + 1' 06"    |
| 4 | Jean-Christophe Péraud | Omega Pharma-Lotto | + 1' 10"    |
| 5 | Marco Pinotti          | HTC-Columbia       | + 1' 18"    |

## Clasificaciones finales

### Clasificación general
| Posición | Ciclista               | Equipo              | Tiempo      |
| -------- | ---------------------- | ------------------- | ----------- |
|          | Chris Horner           | RadioShack          | 23h 27' 30" |
| 2        | Beñat Intxausti        | Euskaltel Euskadi   | + 58"       |
| 3        | Joaquim Rodríguez      | Katusha             | + 1' 06"    |
| 4        | Jean-Christophe Péraud | Omega Pharma-Lotto  | + 1' 10"    |
| 5        | Marco Pinotti          | Lampre-Farnese Vini | + 1' 18"    |
| 6        | Sandy Casar            | Française des Jeux  | + 1' 47"    |
| 7        | Samuel Sánchez         | Euskaltel-Euskadi   | + 1' 58″    |
| 8        | Robert Gesink          | Rabobank            | + 1' 59″    |
| 9        | Dries Devenyns         | Quick Step          | + 2' 27″    |
| 10       | Jurgen Van Den Broeck  | Omega Pharma-Lotto  | + 2' 37″    |

### Clasificación de la montaña
| Posición | Ciclista             | Equipo          | Puntos |
| -------- | -------------------- | --------------- | ------ |
|          | Gonzalo Rabuñal      | Xacobeo Galicia | 23     |
| 2        | José Alberto Benítez | Footon-Servetto | 19     |
| 3        | Michael Albasini     | HTC-Columbia    | 16     |
| 4        | Jakob Fuglsang       | Saxo Bank       | 16     |
| 5        | Johannes Fröhlinger  | Milram          | 14     |

### Clasificación de la regularidad
| Posición | Ciclista          | Equipo              | Puntos |
| -------- | ----------------- | ------------------- | ------ |
|          | Samuel Sánchez    | Euskaltel-Euskadi   | 79     |
| 3        | Óscar Freire      | Caisse d'Epargne    | 60     |
| 4        | Chris Horner      | RadioShack          | 53     |
| 5        | Francesco Gavazzi | Lampre-Farnese Vini | 51     |
| 6        | Joaquim Rodríguez | Katusha             | 46     |

### Clasificación de metas volantes
| Posición | Ciclista         | Equipo             | Puntos |
| -------- | ---------------- | ------------------ | ------ |
|          | Christian Meier  | Garmin-Transitions | 14     |
| 2        | Jakob Fuglsang   | Saxo Bank          | 9      |
| 3        | Egoi Martínez    | Euskaltel-Euskadi  | 9      |
| 4        | Michael Albasini | HTC-Columbia       | 9      |
| 5        | Serguei Klimov   | Katusha            | 8      |

### Clasificación por equipos
| Posición | Equipo            | Tiempo      |
| -------- | ----------------- | ----------- |
|          | HTC-Columbia      | 70h 28' 40" |
| 2        | RadioShack        | + 17"       |
| 3        | Euskaltel-Euskadi | + 2' 14"    |
| 4        | Caisse d'Epargne  | + 6' 09"    |
| 5        | Katusha           | + 14' 32"   |

## Evolución de las clasificaciones
| Etapa (Vencedor)               | Clasificación general | Clasificación de la montaña | Clasificación de la regularidad | Clasificación de las metas volantes | Clasificación por equipos |
| ------------------------------ | --------------------- | --------------------------- | ------------------------------- | ----------------------------------- | ------------------------- |
| 1.ª etapa (Óscar Freire)       | Óscar Freire          | Gonzalo Rabuñal             | Óscar Freire                    | Christian Meier                     | RadioShack                |
| 2.ª etapa (Óscar Freire)       | Óscar Freire          | Gonzalo Rabuñal             | Óscar Freire                    | Christian Meier                     | RadioShack                |
| 3.ª etapa (Francesco Gavazzi)  | Óscar Freire          | Gonzalo Rabuñal             | Óscar Freire                    | Christian Meier                     | RadioShack                |
| 4.ª etapa (Samuel Sánchez)     | Chris Horner          | Amets Txurruka              | Óscar Freire                    | Christian Meier                     | RadioShack                |
| 5.ª etapa (Joaquim Rodríguez)  | Chris Horner          | Amets Txurruka              | Samuel Sánchez                  | Christian Meier                     | RadioShack                |
| 6.ª etapa (CRI) (Chris Horner) | Chris Horner          | Gonzalo Rabuñal             | Samuel Sánchez                  | Christian Meier                     | RadioShack                |
| Final                          | Chris Horner          | Gonzalo Rabuñal             | Samuel Sánchez                  | Christian Meier                     | HTC-Columbia              |

## Dopaje

### Alejandro Valverde y la Operación Puerto
A pesar de que Alejandro Valverde no diese positivo en esta carrera ni en las anteriores durante el año, el 30 de mayo la UCI, a instancias del TAS, decidió anular todos los resultados del ciclista español durante el 2010 debido al Caso Valverde.
Por lo tanto oficialmente Valverde fue desclasificado de la ronda vasca con la indicación "0 DSQ" (descalificado) aunque indicando el tiempo y puntos de las clasificaciones parciales y finales. En la que había ganado la 1.ª y 2.ª etapa, fue segundo en la 4.ª y 6.ª etapa y tercero en la 5.ª etapa como resultados parciales más destacados; además, en las clasificaciones finales fue segundo en la general y ganador de la regularidad como resultados finales más destacados. Todos sus resultados fueron anulados y su puesto quedó vacante excepto en los que salió victorioso en el que el segundo cogió su puesto quedándose el segundo vacante; y en la de la clasificación general diaria y final que en ese caso su exclusión supuso que los corredores que quedaron por detrás de él (hasta el 20.º) subiesen un puesto en la clasificación, quedando vacante la vigésima posición. Teniendo su participación solo incidencia en la clasificación por equipos como suele ser habitual en estos casos de expulsión de corredores.
Esta sanción también tuvo incidencia en el UCI World Ranking ya que sus puntos de las victorias y de la clasificación general pasaron a otros corredores reestructurándose así no solo la clasificación individual sino la de por equipos y la de por países.

### Manuel Vázquez
Por su parte, Manuel Vázquez que quedó 26º dio positivo por EPO el 20 de marzo de 2010. Finalmente un año después la UCI le anuló todos sus resultados desde el positivo, quedando vacante su puesto en esta prueba.